# Kao-an
Kao-an (čínsky pchin-jinem Gāo'ān, znaky 高安) je městský okres ležící na východě centrální části městské prefektury I-čchun na východě provincie Ťiang-si Čínské lidové republiky. Rozloha městského okresu je 2439 km², má 830 000 obyvatel.

## Historie
Na místě Kao-anu a několika sousedních okresů vznikl roku 201 př. n. l. okres Ťien-čcheng (建成), s růstem osídlení byly části jeho území vydělovány do samostatných okresů. Kvůli shodě se jménem korunního prince Li Ťien-čchenga byl roku 622 okres přejmenován na Kao-an. Od roku 624 okres podléhal kraji Jün-čou, roku 1225 přejmenovanému na Žuej-čou.
Roku 1993 byl reorganizován na městský okres.